# Dänischer Fußballpokal 1965/66
Der Dänische Fußballpokal 1965/66 war die zwölfte Austragung des dänischen Pokalwettbewerbs der Männer. Er wurde vom dänischen Fußballverband ausgetragen. Das Finale fand traditionell am Himmelfahrtstag (19. Mai 1966) im Københavns Idrætspark von Kopenhagen statt. Pokalsieger wurde Aalborg BK, der sich im Finale gegen Kjøbenhavns Boldklub durchsetzte. Während es für Aalborg der erste Pokalsieg war, verlor KB zum vierten Mal das Endspiel, davon zum zweiten Mal in Folge.
Alle Begegnungen wurden in einem Spiel ausgetragen. Bei unentschiedenem Ausgang wurde zur Ermittlung des Siegers eine Verlängerung gespielt. Stand danach kein Sieger fest, folgte ein Elfmeterschießen. Ab dem Halbfinale wurde bei einem Remis das Spiel wiederholt.

## 1. Runde
Es nahmen 56 Mannschaften von der dritten Klasse abwärts teil.
|                    | Ergebnis              |                         |
| ------------------ | --------------------- | ----------------------- |
| B 47 Esbjerg       | 4:0                   | IF Fuglebakken          |
| Ballerup IF        | 5:2                   | Husum BK                |
| Bogense G&IF       | 0:1                   | Aabenraa BK             |
| Dronninglund IF    | 0:0 n. V. (3:4 i. E.) | Tved BK                 |
| Esbjerg KFUM       | 6:0                   | Fjerritslev IF          |
| Fremad Amager      | 1:0                   | Roskilde BK             |
| Hellas BK Valby    | 0:2                   | Dragør BK               |
| Hirtshals BK       | 4:2                   | Haderslev FK            |
| Horbelev BK        | 5:1                   | BK Avarta               |
| KFUM Kopenhagen    | 0:4                   | Lyngby BK               |
| Lemvig GF          | 2:1 n. V.             | Odense Kammeraternes SK |
| Lendemark BK       | 2:4 n. V.             | Hellerup IK             |
| Middelfart G&BK    | 0:5                   | Randers SK Freja        |
| Nakskov BK         | 1:0 n. V.             | BK Frem Sakskøbing      |
| Nyborg G&IF        | 2:1                   | Mørke IF                |
| BK Rødovre         | 3:2                   | Herfølge BK             |
| Rønne IK           | 4:3                   | Helsingør IF            |
| Silkeborg IF       | 3:4                   | IK Aalborg Chang        |
| Skive IK           | 2:0                   | Stoholm IF              |
| BK Skjold Østerbro | 1:3 n. V.             | BK Stefan               |
| Skovshoved IF      | 3:1                   | IF Skjold Birkerød      |
| Svendborg fB       | 4:1                   | IK Skovbakken           |
| Svinninge IF       | 0:5                   | Slagelse B&I            |
| Thisted FC         | 4:1                   | Stige BK                |
| Vanløse IF         | 6:1                   | Kalundborg GB           |
| BK Velo            | 1:3                   | B 1921 Nykøbing         |
| Viby IF            | 2:2 n. V. (4:5 i. E.) | Vejgaard BSK            |
| Aars IK            | 8:1                   | Dalby IF                |

## 2. Runde
Teilnehmer waren die 28 Sieger der ersten Runde und die zwölf Vereine aus der 2. Division 1965.
|                  | Ergebnis  |                  |
| ---------------- | --------- | ---------------- |
| IF AIA-Tranbjerg | 7:1       | Aars IK          |
| B 1921 Nykøbing  | 5:1       | Dragør BK        |
| B 47 Esbjerg     | 6:5       | Viborg FF        |
| Hirtshals BK     | 0:1       | Ballerup IF      |
| Holbæk B&I       | 3:4 n. V. | Hellerup IK      |
| Horbelev BK      | 2:3       | Fremad Amager    |
| Horsens fS       | 0:4       | Randers SK Freja |
| Ikast FS         | 1:3       | AB Gladsaxe      |
| Køge BK          | 7:1       | Vejgaard BSK     |
| Lemvig GF        | 0:1       | Skive IK         |
| Lyngby BK        | 7:1       | BK Rødovre       |
| Nakskov BK       | 1:3       | Aabenraa BK      |
| Nyborg G&IF      | 0:1 n. V. | Brønshøj BK      |
| Odense BK        | 6:1       | Frederikshavn fI |
| Odense KFUM      | 3:1       | Esbjerg KFUM     |
| Skovshoved IF    | 0:6       | BK Stefan        |
| Slagelse B&I     | 4:1       | Svendborg fB     |
| Thisted FC       | 0:2       | Næstved IF       |
| Tved BK          | 3:1       | Rønne IK         |
| IK Aalborg Chang | 4:0       | Vanløse IF       |

## 3. Runde
Teilnehmer: Die 20 Sieger der zweiten Runde und die zwölf Vereine aus der 1. Division 1965.
|                  | Ergebnis              |                      |
| ---------------- | --------------------- | -------------------- |
| Aarhus GF        | 2:0                   | Ballerup IF          |
| B 1901 Nykøbing  | 3:9                   | B 1903 Kopenhagen    |
| B 1913 Odense    | 4:1                   | Slagelse B&I         |
| B 1921 Nykøbing  | 1:2                   | Næstved IF           |
| B.93 Kopenhagen  | 3:2 n. V.             | BK Stefan            |
| Esbjerg fB       | 1:3                   | B 1909 Odense        |
| Fremad Amager    | 1:2                   | Brønshøj BK          |
| Hvidovre IF      | 1:0 n. V.             | IF AIA-Tranbjerg     |
| Køge BK          | 4:3 n. V.             | IK Aalborg Chang     |
| Lyngby BK        | 4:0                   | Hellerup IK          |
| Odense BK        | 2:2 n. V. (3:4 i. E.) | Aalborg BK           |
| Odense KFUM      | 2:4 n. V.             | Vejle BK             |
| Randers SK Freja | 2:3                   | Kjøbenhavns Boldklub |
| Skive IK         | 1:4                   | B 47 Esbjerg         |
| Tved BK          | 1:2                   | BK Frem Kopenhagen   |
| Aabenraa BK      | 3:4                   | AB Gladsaxe          |

## 4. Runde
Teilnehmer: Die 16 Sieger der dritten Runde.
|                    | Ergebnis              |                      |
| ------------------ | --------------------- | -------------------- |
| AB Gladsaxe        | 3:1                   | Næstved IF           |
| B 1903 Kopenhagen  | 4:2                   | B.93 Kopenhagen      |
| B 47 Esbjerg       | 2:1                   | Brønshøj BK          |
| BK Frem Kopenhagen | 2:0                   | Aarhus GF            |
| Hvidovre IF        | 3:3 n. V. (2:3 i. E.) | B 1909 Odense        |
| Køge BK            | 1:0                   | B 1913 Odense        |
| Lyngby BK          | 1:3                   | Kjøbenhavns Boldklub |
| Aalborg BK         | 5:0                   | Vejle BK             |

## Viertelfinale
|                      | Ergebnis |                    |
| -------------------- | -------- | ------------------ |
| AB Gladsaxe          | 3:2      | B 1909 Odense      |
| B 1903 Kopenhagen    | 2:1      | Køge BK            |
| Kjøbenhavns Boldklub | 1:0      | BK Frem Kopenhagen |
| Aalborg BK           | 5:1      | B 47 Esbjerg       |

## Halbfinale
|                   | Ergebnis |                      |
| ----------------- | -------- | -------------------- |
| B 1903 Kopenhagen | 0:2      | Kjøbenhavns Boldklub |
| Aalborg BK        | 1:0      | AB Gladsaxe          |

## Finale
| Paarung              | Aalborg BK – Kjøbenhavns Boldklub |
| Ergebnis             | 3:1 n. V. (1:1, 0:0) |
| Datum                | 19. Mai 1966 |
| Stadion              | Københavns Idrætspark, Kopenhagen |
| Zuschauer            | 18.600 |
| Schiedsrichter       | Frede Hansen |
| Tore                 | 1:0 Jens Flou (67.) 1:1 Niels Møller (77.) 2:1 Heini Hald (103.) 3:1 Bjarne Lildballe (118.) |
| Aalborg BK           | Kaj Poulsen – Keld Gregersen, Jørgen Christensen, Leif Skov, Preben Larsen – Heini Hald, Poul Erik Nielsen, Kjeld Thorst – Jens Flou, Bjarne Lildballe, Alfred Nielsen Cheftrainer: Kaarlo Niilonen                        |
| Kjøbenhavns Boldklub | Niels Hagenau – Tommy Jørgensen, Ove Larsen, Bent Poulsen, Henning Helbrandt – Niels Møller, Kurt Præst, Karl Aage Skouborg – Henrik Klingt, Erling Krogh Andersen, Mogens Machon Cheftrainer: Walter Presch ( Österreich) |